# フォーミュラ・ドリフト
フォーミュラ・ドリフト（Formula Drift）は、アメリカ合衆国で行われる、市販乗用車を改造した車両によるドリフト走行により競われるモータースポーツのカテゴリー。通称はフォーミュラD（Formula D）。
主催はスポーツカークラブ・オブ・アメリカ（SCCA）と、アメリカのマーケティング企業である「Slipstream Global Marketing」傘下のFormula Drift Inc.が手がけている。
本記事では、日本国内で開催されるシリーズのフォーミュラ・ドリフト ジャパンについても扱う。

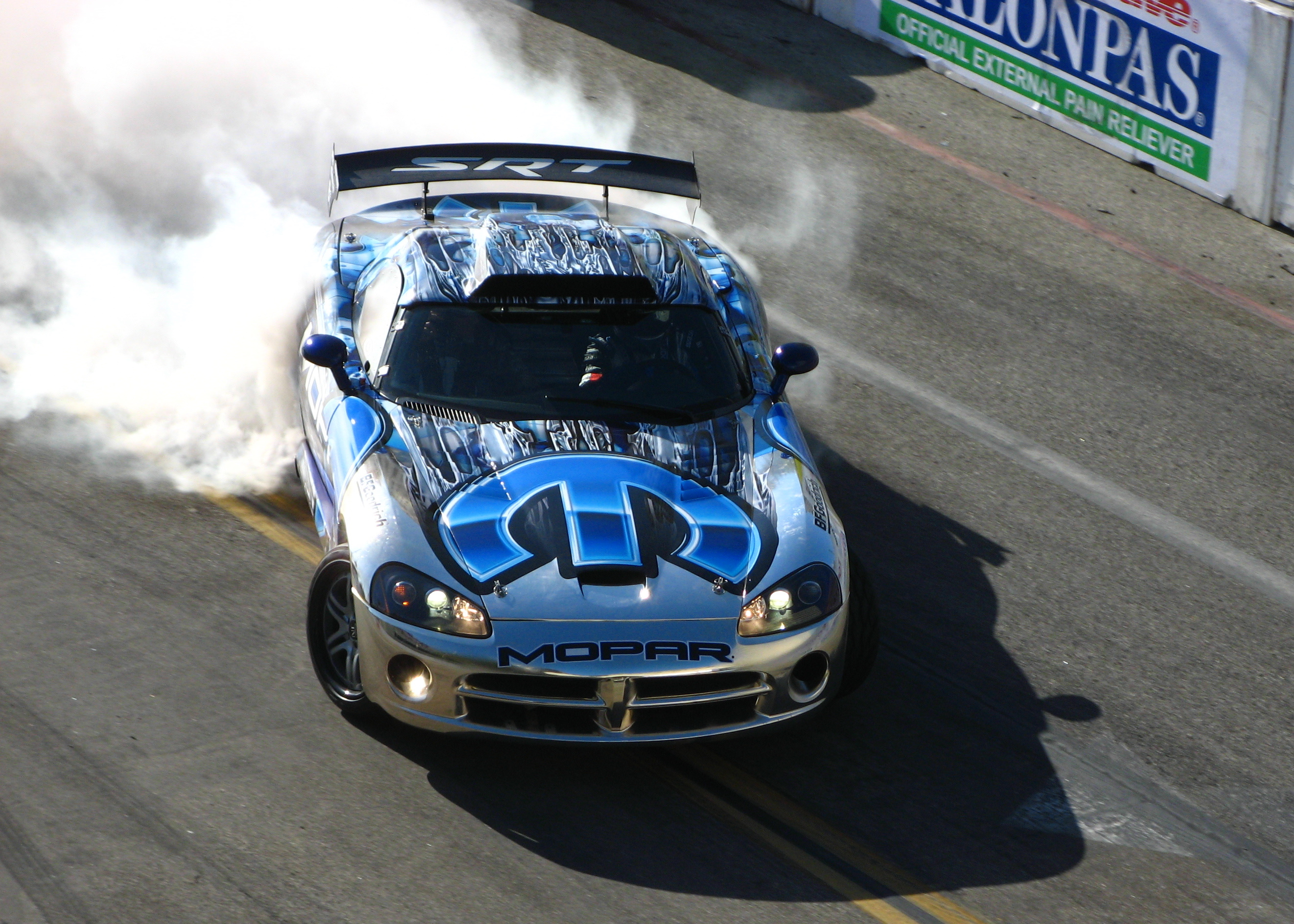
フォーミュラ・ドリフトの大会で走行するダッジ・バイパー

## 概要
日本の全日本プロドリフト選手権（D1グランプリ）の成功や、映画ワイルド・スピードシリーズのヒットに刺激される形で、2004年にカテゴリーが発足。
2022年現在、最上級カテゴリーの「PRO」シリーズ（2022年は全8戦）をメインに、その下位カテゴリーである「PROSPEC」（旧・PRO 2）や「PRO AM」でシリーズが構成されている。さらに2014年には、日本でも「フォーミュラ・ドリフト ジャパン」が富士スピードウェイでエキシビジョンとして開催され（後述するアジアシリーズの1ラウンド扱いとなっており、アジアラウンドのポイントが付与された）、2015年には正式なシリーズ戦としてスタートしている。
2008年11月には、本シリーズ以外にD1グランプリなど世界各国のドリフト競技シリーズの上位入賞者を集めた「Red Bull Drifting World Championship」がスペシャルイベントとして開催された。また、2015年から2017年にかけて、PROシリーズの上位クラスとして世界各地で開催される「Formula Drift World Championship」シリーズが開催された。同年は全10戦でPROシリーズなどとの共催であるが、富士スピードウェイや中国などこのシリーズ限定のラウンドも設定された。また、以前は東南アジアを舞台としたアジアシリーズ（2008年発足）や、日本のいかす走り屋チーム天国に相当する「Team Drift」イベントなども行われていたが、現在は開催されていない。
PROシリーズは、オーバルコースのバンクを利用したコースレイアウトが最大の特徴となっている。決勝の走行ではそのバンクをうまく利用したか否かが評価の対象となるのが、他のドリフト競技の大会とは異なるポイントといえる。また、ロングビーチなどの市街地コースも存在する。
日本からは吉原大二郎が2004年のカテゴリー発足当初から参戦しており、2011年にはシリーズチャンピオンを獲得した。また、2009年シーズン以降、三木竜二・植尾勝浩らD1グランプリのシリーズチャンピオン経験者も参戦するなど、日本人ドライバーが大きく増加しており、2012年には斎藤太吾が吉原に次いで日本人2人目のシリーズチャンピオンとなった（斎藤はこの年アジアシリーズのタイトルも獲得し2冠を達成している）。2018年からは田口和也が、2022年からは益山航が参戦するなど、近年は若手ドライバーのエントリーも見られる。
マイクロソフトの『Forza Motorsports』シリーズとコラボレーションしており、ゲーム内にて一部の参戦車両に搭乗することが可能になっている。

## 車両
車両の駆動方式は、ドリフト競技の特性上FRが基本となる。ほとんどの場合ベースの車両もFRであるが、FFからFRに駆動方式を変更したカローラ・ハッチバックなどの例もある。
ドリフト走行に必要なパワーを得るために、エンジンにはフルチューンに近いチューニングが施され、1000馬力以上の出力を発揮する車両も存在する。また、高出力を狙うことができる大排気量エンジンへの換装がなされることも少なくない。2JZ-GTEへの換装がポピュラーなD1グランプリに対し、フォーミュラ・ドリフトではGMのスモールブロックエンジン（en:General Motors LS-based small-block engine）などのV型8気筒エンジンが用いられることが多い。
車両重量は2700ポンド（約1225kg）以上3400ポンド（約1542kg）以下である必要がある。また、重量に応じて使用可能なタイヤの幅も異なり、2700ポンドの車両では最大260mmであるが、3400ポンドの車両では最大320mmのものまで使用できる。タイヤは2022年シーズンはファルケン、フェデラル、ネクセン、GTラジアル、ニットーの5社が参入しており、レギュレーションで指定されたモデルのタイヤのみ使うことができる。
サスペンション形式の変更は不可とされており、ストラット、ダブルウィッシュボーンなどベース車両の形式を保持している必要がある。
サスペンション形式の変更などが可能なD1グランプリより改造範囲は若干狭いが、D1グランプリの下位シリーズであるD1ライツよりは大幅な改造が許されているという形である。

## 競技進行・審査

### 競技進行
フォーミュラ・ドリフトの大会は、土曜日の予選と日曜日の決勝の2day開催で行われる。
予選は単独でコースを2回走って審査を行い、高い方の得点で順位が決定。上位32名が決勝へ進むことができる。決勝はトーナメント方式で行われ、2台が同時に走行するタンデムバトル（追走）で競われる。先行を「リード（Lead）」、先行を追いかける後追いを「チェイス（Chase）」と呼び、リードとチェイスを入れ替えて計2本で争う。リードはどれだけ予選の100点に近い走行ができるか、チェイスはリードの走りをどれだけ近い距離で美しく追うことができるかが審査の基準となる。

### 審査
審査は予選・決勝共に3人の審査員によって行われる。審査項目はコースに設定されたインクリップ・アウトクリップ（ゾーン）に合わせた車両の走行軌跡の「ライン」、ドリフトの角度の「アングル」、スピード・美しさ・タイヤスモークの量・迫力などの「スタイル」の3つで、大きな角度・高い速度で正確なラインを走行することが重要となる。また、クリッピングポイントにはセンサー付きのパイロンが設置されており、そのセンサーが反応したかどうかでクリッピングポイントを通過したかを判断している。（これは決勝トーナメントが日が暮れた夜間に行われることも関係している）。ミスコース、スピン、追走時の過度な接触などは0点となる。

## カテゴリー

### PRO
フォーミュラ・ドリフトの頂点となるカテゴリー。アメリカ国内外から多くのトップドライバーが参戦する。

### PROSPEC
PRO CHAMPIONSHIPの下位カテゴリー。マシンの出力はPROよりも低く（平均約600馬力）、経験の浅いドライバーが多い。ここで好成績を収め、PROへステップアップするドライバーも少なくない。

### PRO AM
フォーミュラ・ドリフトで最も下に位置するカテゴリー。

## フォーミュラ・ドリフト ジャパン
ドリフト競技の発祥の地・日本へ逆輸入という形で、2014年にエキシビジョンマッチを開催し、翌2015年よりシリーズ戦がスタートした。略称はFDJ。トップカテゴリーのFDJと、その下位カテゴリーのFDJ2、さらにその下位に位置づけられる2023年に発足したFDJ3という3カテゴリーで構成されている。
植尾勝浩、斎藤太吾、松山北斗、蕎麦切広大、日比野哲也など、D1グランプリなど他シリーズと並行して、あるいは他シリーズから軸足を移して参戦する選手も少なくない。
レギュレーションはアメリカのフォーミュラ・ドリフトに近いが、タイヤが285幅までしか使用できないなどの違いも見受けられる。
2020年は全5戦での開催が予定されていたが、新型コロナウイルスの感染拡大の影響で、開幕が当初の5月から8月に大幅に変更された上、全戦無観客開催となった。さらに、鈴鹿ツインサーキットで開催予定だった第5戦（当初は開幕戦での開催予定だったが、第5戦に変更されていた）は中止となり、全4戦のみの開催に終わった。

## シリーズチャンピオン
| 年   | 国                   | 名前                           | 車両                                    |
| ---- | -------------------- | ------------------------------ | --------------------------------------- |
| 2004 | スウェーデンの旗     | サミュエル・ヒュビネット       | ダッヂ・バイパー コンペティションクーペ |
| 2005 | ニュージーランドの旗 | リース・ミレン                 | ポンティアック・GTO (5代目)             |
| 2006 | スウェーデンの旗     | サミュエル・ヒュビネット       | ダッヂ・バイパー SRT-10                 |
| 2007 | アメリカ合衆国の旗   | タナー・ファウスト             | 日産・350Z (Z33)                        |
| 2008 | アメリカ合衆国の旗   | タナー・ファウスト             | 日産・350Z (Z33)                        |
| 2009 | アメリカ合衆国の旗   | クリストファー・フォースバーグ | 日産・350Z (Z33)                        |
| 2010 | アメリカ合衆国の旗   | バン・ギットンJr.              | フォード・マスタング (5代目)            |
| 2011 | 日本の旗             | 吉原大二郎                     | 日産・240SX (S13)                       |
| 2012 | 日本の旗             | 斎藤太吾                       | レクサス・SC430 (UZZ40)                 |
| 2013 | アメリカ合衆国の旗   | マイケル・エッサ               | BMW・M3 (E46)                           |
| 2014 | アメリカ合衆国の旗   | クリストファー・フォースバーグ | 日産・370Z (Z34)                        |
| 2015 | ノルウェーの旗       | フレデリック・アースボ         | サイオン・tC (ANT10)                    |
| 2016 | アメリカ合衆国の旗   | クリストファー・フォースバーグ | 日産・370Z (Z34)                        |
| 2017 | アイルランドの旗     | ジェームス・ディーン           | 日産・シルビア (S15)                    |
| 2018 | アイルランドの旗     | ジェームス・ディーン           | 日産・シルビア (S15)                    |
| 2019 | アイルランドの旗     | ジェームス・ディーン           | 日産・シルビア (S15)                    |
| 2020 | アメリカ合衆国の旗   | バン・ギットンJr.              | フォード・マスタング (6代目)            |
| 2021 | ノルウェーの旗       | フレデリック・アースボ         | トヨタ・GRスープラ (DB)                 |
| 2022 | ノルウェーの旗       | フレデリック・アースボ         | トヨタ・GRスープラ (DB)                 |

| 年   | 国                                | 名前                 | 車両                        |
| ---- | --------------------------------- | -------------------- | --------------------------- |
| 2015 | イギリスの旗 · スコットランドの旗 | アンドリュー・グレイ | トヨタ・チェイサー (JZX100) |
| 2016 | イギリスの旗 · スコットランドの旗 | アンドリュー・グレイ | トヨタ・チェイサー (JZX100) |
| 2017 | イギリスの旗 · スコットランドの旗 | アンドリュー・グレイ | トヨタ・チェイサー (JZX100) |
| 2018 | ニュージーランドの旗              | マッド・マイク       | マツダ・RX-7 (FD3S)         |
| 2019 | イギリスの旗 · スコットランドの旗 | アンドリュー・グレイ | トヨタ・マークII (JZX100)   |
| 2020 | 日本の旗                          | 山下広一             | トヨタ・マークII (JZX100)   |
| 2021 | 日本の旗                          | 山下広一             | トヨタ・マークII (JZX100)   |
| 2022 | 日本の旗                          | 松山北斗             | トヨタ・GR86 (ZN8)          |
| 2023 | 日本の旗                          | KANTA(柳杭田貫太)    | トヨタ・チェイサー (JZX100) |